# Portrait d'un homme se levant de son siège
Portrait d'un homme se levant de son siège est un tableau du peintre de l'âge d'or hollandais Rembrandt, peint en 1633. Il est conservé au Taft Museum of Art de Cincinnati aux États-Unis. Le portrait à l'huile sur toile mesure 124 × 99 cm. Il est signé et daté 1633 ; son authenticité ne fait aucun doute.

## Histoire
La pose de l'homme aisé est exceptionnellement animée, alors qu'il se lève, peut-être pour saluer un visiteur ou pour le présenter à sa femme, représentée dans un tableau en pendant. Le portrait et son pendant, Portrait d'une jeune femme à l'éventail, sont séparés depuis 1793,. Des expositions ponctuelles ont réuni la paire. Wilhelm von Bode a été le premier à remarquer les similitudes de taille et de composition et a présenté l'homme et la femme comme des pendants dans son catalogue de peintures de Rembrandt en 1897,. 
Aux Pays-Bas, la conception de portraits en pendant (ou de paires) est fréquente tout au long des années 1620, s’inspirant en partie de l’héritage des portraits de la cour d'Espagne et en partie de l’influence plus récente des modèles officiels anglais. Les expériences de Rembrandt dans cette veine sont en partie inspirées par Antoine van Dyck.

## Provenance
Le tableau a été acheté par Charles Phelps Taft à la famille de Pourtalès de Paris, qui l'a conservé dans sa collection privée pendant plus de 100 ans. Bien que le prix payé pour la peinture n'ait pas été rendu public, il est rapporté dans le London Times au moment de l'achat (vers 1909) qu'elle coûtait 500 000 $.